# Artamus mentalis
L'artamo delle Figi o rondine boschereccia delle Figi (Artamus mentalis Jardine, 1845) è un uccello passeriforme della famiglia Artamidae.

## Etimologia
Il nome scientifico della specie, mentalis, deriva dal latino e significa "riferito al mento", in riferimento alla colorazione bianca della gola: il nome comune di questi uccelli è invece un riferimento all'areale di diffusione.

## Descrizione

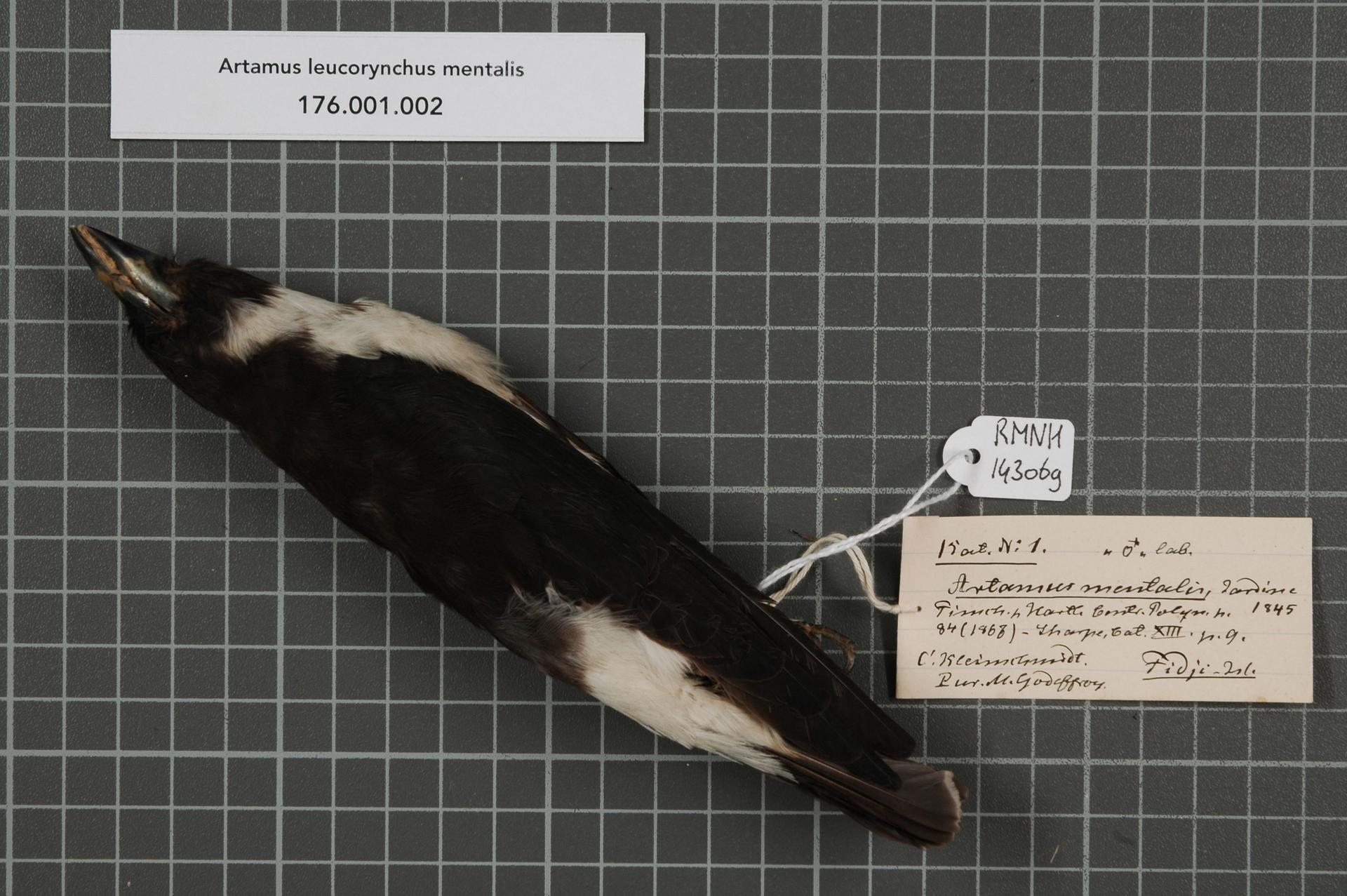
Maschio impagliato.

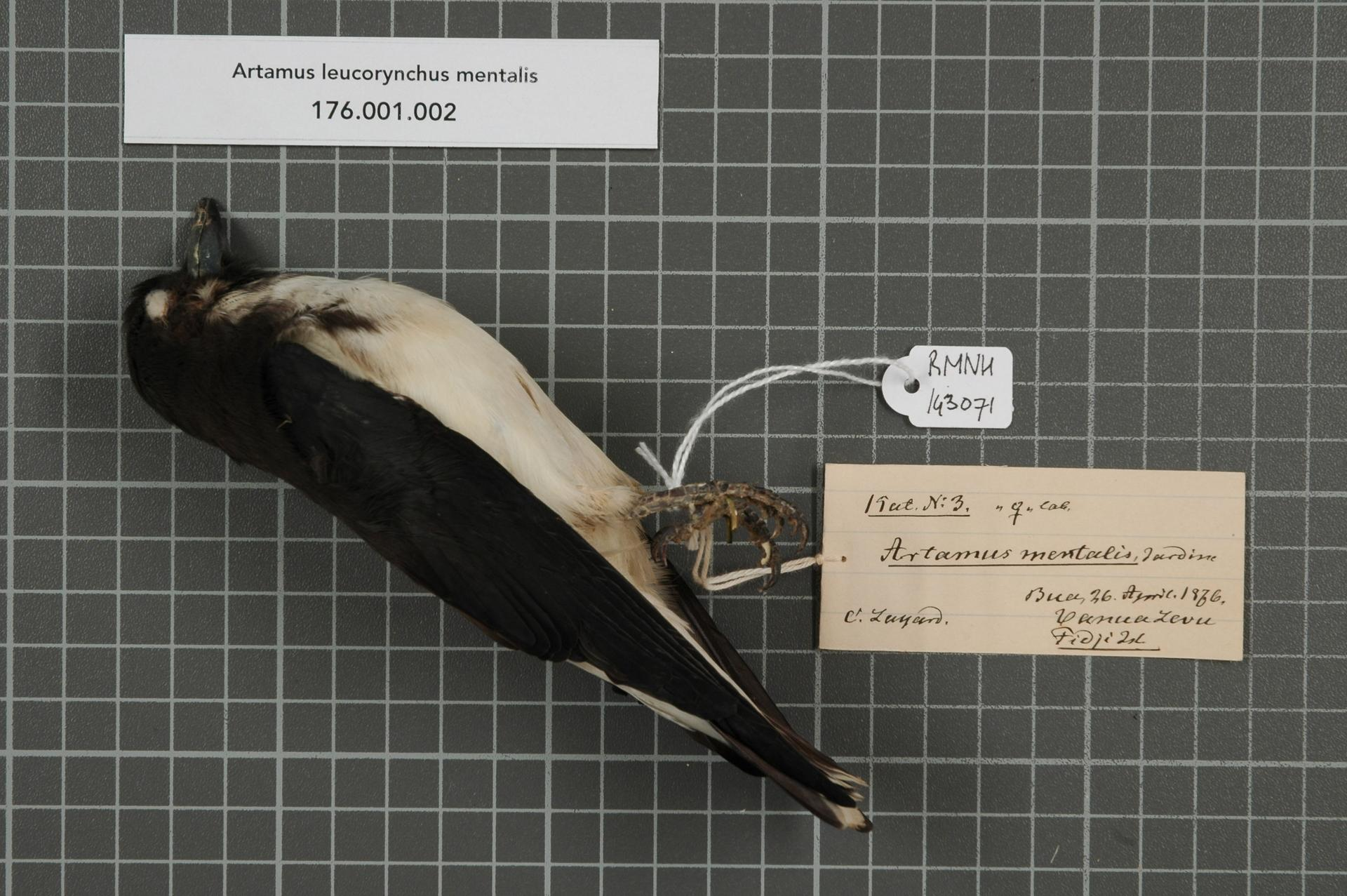
Femmina impagliata.

### Dimensioni
Misura 17 cm di lunghezza, per 33-48 g di peso.

### Aspetto
Si tratta di uccelli dall'aspetto robusto, muniti di testa appiattita, corto becco conico, lunghe ali appuntite dalla base molto larga e corta coda squadrata, nonché di zampe piuttosto corte.
Il piumaggio è dominato dalla contrapposizione fra bianco ventrale e nero dorsale: la testa, il dorso, le ali e la coda sono infatti di colore nero, mentre petto, ventre, sottocoda e codione (nonché la parte inferiore del dorso che con esso confina) sono di colore bianco candido. Anche la superficie inferiore delle ali è bianca, mentre il bianco pettorale si estende ai due lati della gola formando due bande che vanno quasi a lambire la zona dell'orecchio.

Il dimorfismo sessuale è trascurabile.
Il becco è di colore azzurrino con punta nero-bluastra, mentre gli occhi sono di colore bruno scuro e le zampe sono grigio-bluastre.

## Biologia
L'artamo delle Figi è un uccelletto dalle abitudini essenzialmente diurne, che vive in gruppi familiari: a differenza di altre specie di rondine boschereccia, questi uccelli sono sedentari e tendono ad occupare lo stesso territorio per generazioni, eleggendo un albero a luogo di riposo notturno e di nidificazione. Mentre durante il giorno questi uccelli rimangono perlopiù da soli, disperdendosi alla ricerca di cibo, sul far della sera essi si riuniscono sulla cima (o più vicino al suolo in caso di giornate ventose o di tempeste tropicali) di un albero.

I vari membri dello stormo sono molto attivi, socializzando costantemente mediante richiami metallici e grooming reciproco: nel caso in cui un individuo sia impossibilitato a cercare il cibo (ad esempio per una ferita riportata), gli altri provvedono a nutrirlo una volta rientrati al tramonto.

### Alimentazione
La dieta di questi uccelli è in massima parte insettivora, componendosi perlopiù di grossi insetti alati (farfalle, falene, libellule e cavallette) che vengono catturati al volo in picchiata e spezzattati col becco su di un posatoio (con le ali che vengono frequentemente rimosse) prima di essere mangiati.

### Riproduzione
La stagione degli amori va da agosto a novembre, con le operazioni di costruzione o rimaneggiamento del nido che cominciano già in maggio: a differenza delle altre rondini boscherecce, rigidamente monogame, durante il periodo degli amori l'artamo delle Figi mostra una certa promiscuità (poliginandria), con osservazione di copule fra i vari membri del gruppo, che in seguito collaborano nelle operazioni di costruzione del nido, cova, allevamento della prole e protezione dai predatori, sebbene non sia stato sinora appurato se la deposizione vera e propria spetti a una sola coppia dominante oppure sia accessibile a tutti i membri di un gruppo.
Il nido viene costruito alla biforcazione di un ramo, intrecciando fibre vegetali a costituire una coppa: spesso viene semplicemente rimaneggiato il nido della precedente stagione riproduttiva. Al suo interno vengono deposte dalla femmina 2-5 uova biancastre con fine maculatura bruno-rossiccia, molto più evidente sul polo ottuso dell'uovo.

Le uova vengono covate a turno dai vari membri del gruppo familiare: esse schiudono dopo un paio di settimane, ed i piccoli (ciechi ed implumi alla nascita) vengono imbeccati ed accuditi dai vari membri del gruppo fino all'indipendenza, che viene raggiunta a circa un mese e mezzo dalla schiusa.

Durante le operazioni di cova ed allevameto della prole, gli artami delle Figi divengono piuttosto territoriali e mostrano comportamenti aggressivi verso eventuali intrusi, sia conspecifici che non, qualora vengano identificati come potenzialmente pericolosi: vengono ad esempio coraggiosamente attaccati l'astore delle Figi e la sottospecie locale di falco pellegrino, così come specie introdotte quali cani, gatti, storni tristi e bulbul ventrerosso, mentre altre specie (come il diamante di Peale) vengono generalmente ignorate ed attaccate solo se molto vicine al nido.

## Distribuzione e habitat
Come intuibile dal nome comune, l'artamo delle Figi è endemico delle Figi, delle quali abita la porzione settentrionale e occidentale, essendo presente a Vanua Levu, Viti Levu, Taveuni, Gau e nelle isole Yasawa, mentre manca da Kadavu e sembrerebbe essere stato presente in passato a Koro e nelle isole Lau.
L'habitat di questi uccelli è rappresentato dalle aree aperte con presenza di alberi isolati e dalla boscaglia rada, con preferenza per la savana e le zone dal clima secco: essi colonizzano anche le coltivazioni e i frutteti, e popolazioni urbane si sono staiblite a Suva e Nadi. Pur prediligendo le aree di pianura al livello del mare, a Viti Levu questi uccelli si spingono anche nelle zone collinari centrali, mentre lo stesso non accade a Taveuni.